# Бодаро
Бодаро (фр. Bosdarros) насеље је и општина у југозападној Француској у региону Аквитанија, у департману Атлантски Пиринеји која припада префектури По.
По подацима из 2011. године у општини је живело 1022 становника, а густина насељености је износила 41,26 становника/km². Општина се простире на површини од 25 km². Налази се на средњој надморској висини од 280 метара (максималној 443 m, а минималној 212 m).

## Демографија
| 1962. | 1968. | 1975. | 1982. | 1990. | 1999. | 2011. |
| ----- | ----- | ----- | ----- | ----- | ----- | ----- |
| 665   | 609   | 689   | 824   | 872   | 937   | 1.022 |

График промене броја становника у току последњих година